# Peter Scharff (Chemiker)
Peter Scharff (* 15. März 1957 in Braunlage) ist ein deutscher Chemiker. Er war von 2004 bis 2020 Rektor der Technischen Universität Ilmenau.

## Leben
Peter Scharff studierte an der TU Clausthal Chemie. Dort folgte 1987 seine Promotion und 1991 die Habilitation im Bereich der Anorganischen Chemie. Nachdem er eine Gastprofessur an der Nikolaus-Kopernikus-Universität Toruń absolviert hatte, wurde er 1996 zum außerplanmäßigen Professor berufen. 1999 folgte Scharff dem Ruf auf eine C4-Professur in Chemie an die TU Ilmenau. Zwischen 2000 und 2004 leitete er das Institut für Physik. Von April 2004 bis Juni 2020 war Scharff Rektor der TU Ilmenau. Nachfolger Scharffs als Präsident der Technischen Universität wurde Kai-Uwe Sattler.
Für seine Zusammenarbeit mit osteuropäischen Universitäten erhielt er im Jahr 2007 die Ehrenprofessur der Südrussischen Staatlichen Technischen Universität in Nowotscherkassk sowie die Ehrendoktorwürde des Moskauer Energetischen Instituts der TU Moskau. Seit 2000 ist er Mitglied der Akademie gemeinnütziger Wissenschaften zu Erfurt.
Im Rahmen der International Student Week in Ilmenau 2005 wurde ihm die Häuptlingswürde eines nigerianischen Igbo-Stammes verliehen, er trägt daher den Titel „Onwa N'Etirioha 1 of Ilmenau“ (zu deutsch: Mond, der für alle scheint, der Erste von Ilmenau). Im Rahmen der Amtseinführung des neuen Präsidenten der TU Ilmenau am 31. März 2021 wurde ihm die Würde eines Ehrensenators verliehen. Als Nachfolger der verstorbenen Professorin Dagmar Schipanski wurde er im Oktober 2022 zum Vorsitzenden der „Universitätsgesellschaft Ilmenau – Freunde, Förderer, Alumni e. V.“ gewählt. Von März 2022 bis April 2024 hatte er den Vorsitz des Vereins „Freunde und Förderer der Naturwissenschaften in Ilmenau e. V.“.